# Зорге (станція МЦК)
Зорге (проектна назва — Новопіщана) — зупинний пункт/пасажирська платформа Малого кільця Московської залізниці, яка обслуговує маршрут міського електропоїзда — Московське центральне кільце. В рамках транспортної системи Московського центрального кільця позначається як «станція», хоча фактично не є залізничною станцією через відсутність колійного розвитку. Названа по вулиці Зорге.
Знаходиться на межі районів Хорошево-Мневники (ПЗАО) і Хорошевського району (ПАО). Виходи зі станції — до 3-ї Хорошевської вулиці і до вулиці Зорге. За 800 м на північний захід від станції знаходиться станція метро «Октябрське поле» Тагансько-Краснопресненської лінії. На схід від станції розташовано новий стадіон ЦСКА, між ним і станцією планується організувати пішохідну зону.
Поруч з платформою має бути побудований однойменний транспортний вузол. Площа території ТПВ складе 8,4 га, а площа забудови — понад 265 тис. м². Для будівництва платформи і ТПВ знесено близько 900 гаражів.. Згідно з проектом, пасажиропотік станції Зорге складе близько 3,3 тисяч осіб в годину пік. Передбачається, що відкриття станції дозволить частково розвантажити станцію метро «Октябрське поле». Пішохідний міст станції «Зорге» стане найдовшим на МКЗ — майже 200 м. Він з'єднає 3-ю Хорошевську вулицю і вулицю Зорге. Поруч з платформою будуть побудовані під'їзні дороги і відтстойно-розворотні майданчики для наземного громадського транспорту.. Біля ТПВ «Зорге» також планується побудувати житловий комплекс площею близько 120 тис. м² і підземний паркінг на 957 машино-місць. На станції заставлено тактильне покриття.
Біля сьогоденної платформи Зорге раніше розташовувався полустанок Військове поле, останні споруди якого були знесені до 2000-х років.